# Florida Panthers

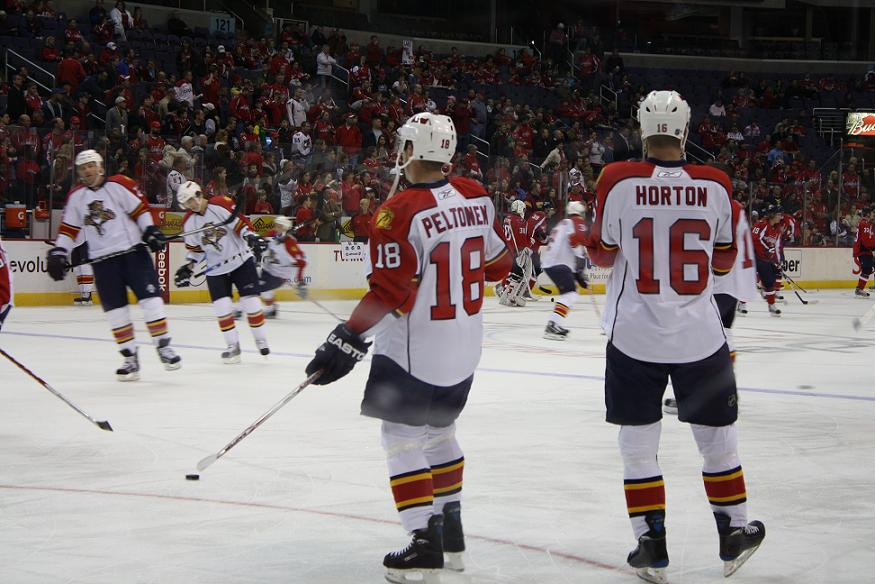
Hokeiści drużyny w sezonie 2008–09

Florida Panthers – amerykański klub hokejowy z siedzibą w Sunrise (Floryda), występujący w lidze National Hockey League (NHL).
Zespół posiada afiliacje w postaci klubów farmerskich w niższych ligach. Tę funkcję pełnią: Charlotte Checkers w American Hockey League (AHL) i Savannah Ghost Pirates w East Coast Hockey League (ECHL).

## Osiągnięcia
- Puchar Stanleya (2): 2024, 2025
- Trofeum Prezydentów (1): 2022
- Mistrzostwo konferencji (4): 1996, 2023, 2024, 2025
- Mistrzostwo dywizji (4): 2012, 2016, 2022, 2024

## Sezon po sezonie
| Ostatnie sezony | Ostatnie sezony | Ostatnie sezony | Ostatnie sezony | Ostatnie sezony | Ostatnie sezony | Ostatnie sezony | Ostatnie sezony | Ostatnie sezony | Ostatnie sezony | Ostatnie sezony | Ostatnie sezony | Ostatnie sezony | Ostatnie sezony                                |
| Sezon           | Konferencja     | Miejsce         | Dywizja         | Miejsce         | Mecze           | Z               | P               | R               | PK              | Pkt             | ZB              | SB              | Wyniki play-off                                |
| --------------- | --------------- | --------------- | --------------- | --------------- | --------------- | --------------- | --------------- | --------------- | --------------- | --------------- | --------------- | --------------- | ---------------------------------------------- |
| 2024–25         | Wschodnia       | 5               | Atlantycka      | 3               | 82              | 47              | 31              | –               | 4               | 98              | 252             | 223             | Zwycięstwo w finale z Edmonton Oilers 4–2      |
|                 |                 |                 |                 |                 |                 |                 |                 |                 |                 |                 |                 |                 |                                                |
| 2023–24         | Wschodnia       | 3               | Atlantycka      | 1               | 82              | 52              | 24              | –               | 6               | 110             | 268             | 200             | Zwycięstwo w finale z Edmonton Oilers 4–3      |
|                 |                 |                 |                 |                 |                 |                 |                 |                 |                 |                 |                 |                 |                                                |
| 2022–23         | Wschodnia       | 8               | Atlantycka      | 4               | 82              | 42              | 32              | –               | 8               | 92              | 290             | 273             | Porażka w finale z Vegas Golden Knights 1–4    |
|                 |                 |                 |                 |                 |                 |                 |                 |                 |                 |                 |                 |                 |                                                |
| 2021–22         | Wschodnia       | 1               | Atlantycka      | 1               | 82              | 58              | 18              | –               | 6               | 122             | 340             | 246             | Porażka w 2. rundzie z Tampa Bay Lightning 0–4 |
|                 |                 |                 |                 |                 |                 |                 |                 |                 |                 |                 |                 |                 |                                                |
| 2020–21         | –               | –               | Centralna       | 2               | 56              | 37              | 14              | –               | 5               | 79              | 189             | 153             | Porażka w 1. rundzie z Tampa Bay Lightning 2–4 |

| Sezony od 1993–94 do 2019–20 | Sezony od 1993–94 do 2019–20         | Sezony od 1993–94 do 2019–20         | Sezony od 1993–94 do 2019–20         | Sezony od 1993–94 do 2019–20         | Sezony od 1993–94 do 2019–20         | Sezony od 1993–94 do 2019–20         | Sezony od 1993–94 do 2019–20         | Sezony od 1993–94 do 2019–20         | Sezony od 1993–94 do 2019–20         | Sezony od 1993–94 do 2019–20         | Sezony od 1993–94 do 2019–20         | Sezony od 1993–94 do 2019–20         | Sezony od 1993–94 do 2019–20                               |
| Sezon                        | Konferencja                          | Miejsce                              | Dywizja                              | Miejsce                              | Mecze                                | Z                                    | P                                    | R                                    | PK                                   | Pkt                                  | ZB                                   | SB                                   | Wyniki play-off                                            |
| ---------------------------- | ------------------------------------ | ------------------------------------ | ------------------------------------ | ------------------------------------ | ------------------------------------ | ------------------------------------ | ------------------------------------ | ------------------------------------ | ------------------------------------ | ------------------------------------ | ------------------------------------ | ------------------------------------ | ---------------------------------------------------------- |
| 2019–20                      | Wschodnia                            | 10                                   | Atlantycka                           | 4                                    | 69                                   | 35                                   | 26                                   | –                                    | 8                                    | 78                                   | 231                                  | 228                                  | Porażka w rundzie kwalifikacyjnej z New York Islanders 1–3 |
|                              |                                      |                                      |                                      |                                      |                                      |                                      |                                      |                                      |                                      |                                      |                                      |                                      |                                                            |
| 2018–19                      | Wschodnia                            | 10                                   | Atlantycka                           | 5                                    | 82                                   | 36                                   | 32                                   | –                                    | 14                                   | 86                                   | 267                                  | 280                                  | –                                                          |
|                              |                                      |                                      |                                      |                                      |                                      |                                      |                                      |                                      |                                      |                                      |                                      |                                      |                                                            |
| 2017–18                      | Wschodnia                            | 9                                    | Atlantycka                           | 4                                    | 82                                   | 44                                   | 30                                   | –                                    | 8                                    | 96                                   | 248                                  | 246                                  | –                                                          |
|                              |                                      |                                      |                                      |                                      |                                      |                                      |                                      |                                      |                                      |                                      |                                      |                                      |                                                            |
| 2016–17                      | Wschodnia                            | 13                                   | Atlantycka                           | 6                                    | 82                                   | 35                                   | 36                                   | –                                    | 11                                   | 81                                   | 210                                  | 237                                  | –                                                          |
|                              |                                      |                                      |                                      |                                      |                                      |                                      |                                      |                                      |                                      |                                      |                                      |                                      |                                                            |
| 2015–16                      | Wschodnia                            | 3                                    | Atlantycka                           | 1                                    | 82                                   | 47                                   | 26                                   | –                                    | 9                                    | 103                                  | 239                                  | 203                                  | Porażka w 1. rundzie z New York Islanders 2–4              |
|                              |                                      |                                      |                                      |                                      |                                      |                                      |                                      |                                      |                                      |                                      |                                      |                                      |                                                            |
| 2014–15                      | Wschodnia                            | 10                                   | Atlantycka                           | 6                                    | 82                                   | 38                                   | 29                                   | –                                    | 15                                   | 91                                   | 206                                  | 223                                  | –                                                          |
|                              |                                      |                                      |                                      |                                      |                                      |                                      |                                      |                                      |                                      |                                      |                                      |                                      |                                                            |
| 2013–14                      | Wschodnia                            | 15                                   | Atlantycka                           | 7                                    | 82                                   | 29                                   | 45                                   | –                                    | 8                                    | 66                                   | 196                                  | 268                                  | –                                                          |
|                              |                                      |                                      |                                      |                                      |                                      |                                      |                                      |                                      |                                      |                                      |                                      |                                      |                                                            |
| 2012–13                      | Wschodnia                            | 15                                   | Południowo-wschodnia                 | 5                                    | 48                                   | 15                                   | 27                                   | –                                    | 6                                    | 36                                   | 112                                  | 171                                  | –                                                          |
|                              |                                      |                                      |                                      |                                      |                                      |                                      |                                      |                                      |                                      |                                      |                                      |                                      |                                                            |
| 2011–12                      | Wschodnia                            | 6                                    | Południowo-wschodnia                 | 1                                    | 82                                   | 38                                   | 26                                   | –                                    | 18                                   | 94                                   | 203                                  | 227                                  | Porażka w 1. rundzie z New Jersey Devils 3–4               |
|                              |                                      |                                      |                                      |                                      |                                      |                                      |                                      |                                      |                                      |                                      |                                      |                                      |                                                            |
| 2010–11                      | Wschodnia                            | 15                                   | Południowo-wschodnia                 | 5                                    | 82                                   | 30                                   | 40                                   | –                                    | 12                                   | 72                                   | 195                                  | 229                                  | –                                                          |
|                              |                                      |                                      |                                      |                                      |                                      |                                      |                                      |                                      |                                      |                                      |                                      |                                      |                                                            |
| 2009–10                      | Wschodnia                            | 14                                   | Południowo-wschodnia                 | 5                                    | 82                                   | 32                                   | 37                                   | –                                    | 13                                   | 77                                   | 208                                  | 244                                  | –                                                          |
|                              |                                      |                                      |                                      |                                      |                                      |                                      |                                      |                                      |                                      |                                      |                                      |                                      |                                                            |
| 2008–09                      | Wschodnia                            | 9                                    | Południowo-wschodnia                 | 3                                    | 82                                   | 41                                   | 30                                   | –                                    | 11                                   | 93                                   | 234                                  | 231                                  | –                                                          |
|                              |                                      |                                      |                                      |                                      |                                      |                                      |                                      |                                      |                                      |                                      |                                      |                                      |                                                            |
| 2007–08                      | Wschodnia                            | 11                                   | Południowo-wschodnia                 | 3                                    | 82                                   | 38                                   | 35                                   | –                                    | 9                                    | 85                                   | 216                                  | 226                                  | –                                                          |
|                              |                                      |                                      |                                      |                                      |                                      |                                      |                                      |                                      |                                      |                                      |                                      |                                      |                                                            |
| 2006–07                      | Wschodnia                            | 12                                   | Południowo-wschodnia                 | 4                                    | 82                                   | 35                                   | 31                                   | –                                    | 16                                   | 86                                   | 247                                  | 257                                  | –                                                          |
|                              |                                      |                                      |                                      |                                      |                                      |                                      |                                      |                                      |                                      |                                      |                                      |                                      |                                                            |
| 2005–06                      | Wschodnia                            | 11                                   | Południowo-wschodnia                 | 4                                    | 82                                   | 37                                   | 34                                   | –                                    | 11                                   | 85                                   | 240                                  | 257                                  | –                                                          |
|                              |                                      |                                      |                                      |                                      |                                      |                                      |                                      |                                      |                                      |                                      |                                      |                                      |                                                            |
| 2004–05                      | sezon nie odbył się z powodu lokautu | sezon nie odbył się z powodu lokautu | sezon nie odbył się z powodu lokautu | sezon nie odbył się z powodu lokautu | sezon nie odbył się z powodu lokautu | sezon nie odbył się z powodu lokautu | sezon nie odbył się z powodu lokautu | sezon nie odbył się z powodu lokautu | sezon nie odbył się z powodu lokautu | sezon nie odbył się z powodu lokautu | sezon nie odbył się z powodu lokautu | sezon nie odbył się z powodu lokautu | sezon nie odbył się z powodu lokautu                       |
|                              |                                      |                                      |                                      |                                      |                                      |                                      |                                      |                                      |                                      |                                      |                                      |                                      |                                                            |
| 2003–04                      | Wschodnia                            | 12                                   | Południowo-wschodnia                 | 4                                    | 82                                   | 28                                   | 35                                   | 15                                   | 4                                    | 75                                   | 188                                  | 221                                  | –                                                          |
|                              |                                      |                                      |                                      |                                      |                                      |                                      |                                      |                                      |                                      |                                      |                                      |                                      |                                                            |
| 2002–03                      | Wschodnia                            | 13                                   | Południowo-wschodnia                 | 4                                    | 82                                   | 24                                   | 36                                   | 13                                   | 9                                    | 70                                   | 176                                  | 237                                  | –                                                          |
|                              |                                      |                                      |                                      |                                      |                                      |                                      |                                      |                                      |                                      |                                      |                                      |                                      |                                                            |
| 2001–02                      | Wschodnia                            | 14                                   | Południowo-wschodnia                 | 4                                    | 82                                   | 22                                   | 44                                   | 10                                   | 6                                    | 60                                   | 180                                  | 250                                  | –                                                          |
|                              |                                      |                                      |                                      |                                      |                                      |                                      |                                      |                                      |                                      |                                      |                                      |                                      |                                                            |
| 2000–01                      | Wschodnia                            | 12                                   | Południowo-wschodnia                 | 3                                    | 82                                   | 22                                   | 38                                   | 13                                   | 9                                    | 66                                   | 200                                  | 246                                  | –                                                          |
|                              |                                      |                                      |                                      |                                      |                                      |                                      |                                      |                                      |                                      |                                      |                                      |                                      |                                                            |
| 1999–00                      | Wschodnia                            | 5                                    | Południowo-wschodnia                 | 2                                    | 82                                   | 43                                   | 27                                   | 6                                    | 6                                    | 98                                   | 244                                  | 209                                  | Porażka w 1. rundzie z New Jersey Devils 0–4               |
|                              |                                      |                                      |                                      |                                      |                                      |                                      |                                      |                                      |                                      |                                      |                                      |                                      |                                                            |
| 1998–99                      | Wschodnia                            | 9                                    | Południowo-wschodnia                 | 2                                    | 82                                   | 30                                   | 34                                   | 18                                   | –                                    | 78                                   | 210                                  | 228                                  | –                                                          |
|                              |                                      |                                      |                                      |                                      |                                      |                                      |                                      |                                      |                                      |                                      |                                      |                                      |                                                            |
| 1997–98                      | Wschodnia                            | 12                                   | Atlantycka                           | 6                                    | 82                                   | 24                                   | 43                                   | 15                                   | –                                    | 63                                   | 203                                  | 256                                  | –                                                          |
|                              |                                      |                                      |                                      |                                      |                                      |                                      |                                      |                                      |                                      |                                      |                                      |                                      |                                                            |
| 1996–97                      | Wschodnia                            | 4                                    | Atlantycka                           | 3                                    | 82                                   | 35                                   | 28                                   | 19                                   | –                                    | 89                                   | 221                                  | 201                                  | Porażka w 1. rundzie z New York Rangers 1–4                |
|                              |                                      |                                      |                                      |                                      |                                      |                                      |                                      |                                      |                                      |                                      |                                      |                                      |                                                            |
| 1995–96                      | Wschodnia                            | 4                                    | Atlantycka                           | 3                                    | 82                                   | 41                                   | 31                                   | 10                                   | –                                    | 92                                   | 254                                  | 234                                  | Porażka w finale z Colorado Avalanche 0–4                  |
|                              |                                      |                                      |                                      |                                      |                                      |                                      |                                      |                                      |                                      |                                      |                                      |                                      |                                                            |
| 1994–95                      | Wschodnia                            | 9                                    | Atlantycka                           | 5                                    | 48                                   | 20                                   | 22                                   | 6                                    | –                                    | 46                                   | 115                                  | 127                                  | –                                                          |
|                              |                                      |                                      |                                      |                                      |                                      |                                      |                                      |                                      |                                      |                                      |                                      |                                      |                                                            |
| 1993–94                      | Wschodnia                            | 9                                    | Atlantycka                           | 5                                    | 84                                   | 33                                   | 34                                   | 17                                   | –                                    | 83                                   | 233                                  | 233                                  | –                                                          |

Legenda:

Z = Zwycięstwa, P = Porażki, R = Remisy (do sezonu 2004–05), PK = Porażki po dogrywce lub karnych, Pkt = Punkty, ZB = Bramki zdobyte, SB = Bramki stracone
| Puchar Stanleya | Finał | Mistrz Konferencji | Mistrz Dywizji | Awans do play-off | Trofeum Prezydentów |

## Zawodnicy

### Kapitanowie drużyny
- Brian Skrudland, 1993–1997
- Scott Mellanby, 1997–2001
- Pawieł Bure i  Paul Laus, 2001–2002
- Olli Jokinen, 2003–2008
- Bryan McCabe, 2009–2011
- Ed Jovanovski, 2013–2014
- Willie Mitchell, 2014–2016
- Derek MacKenzie, 2016–2018
- Aleksandr Barkov, od 2018

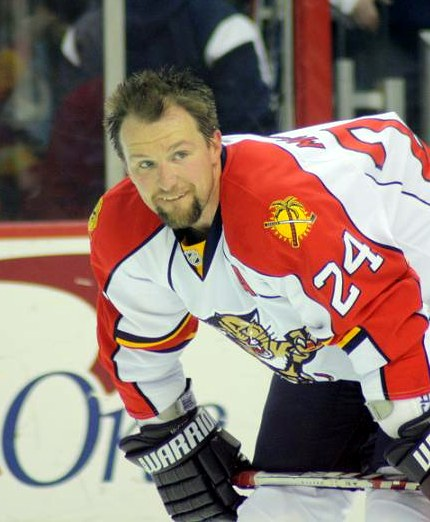
B. McCabe
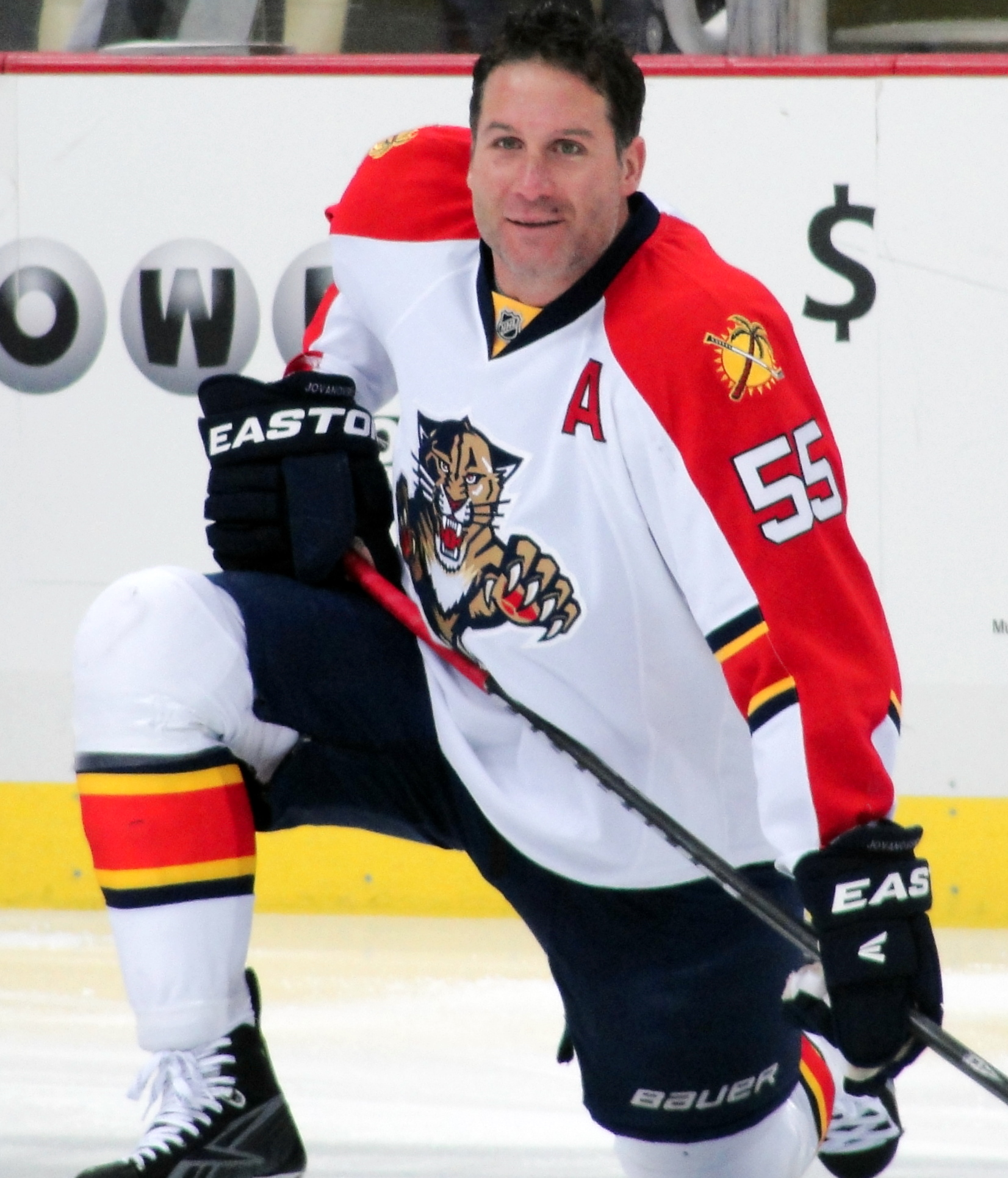
E. Jovanovski
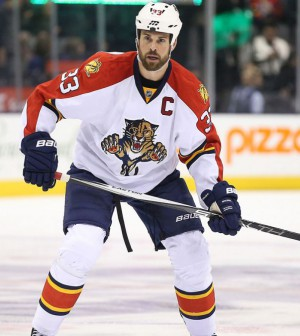
W. Mitchell
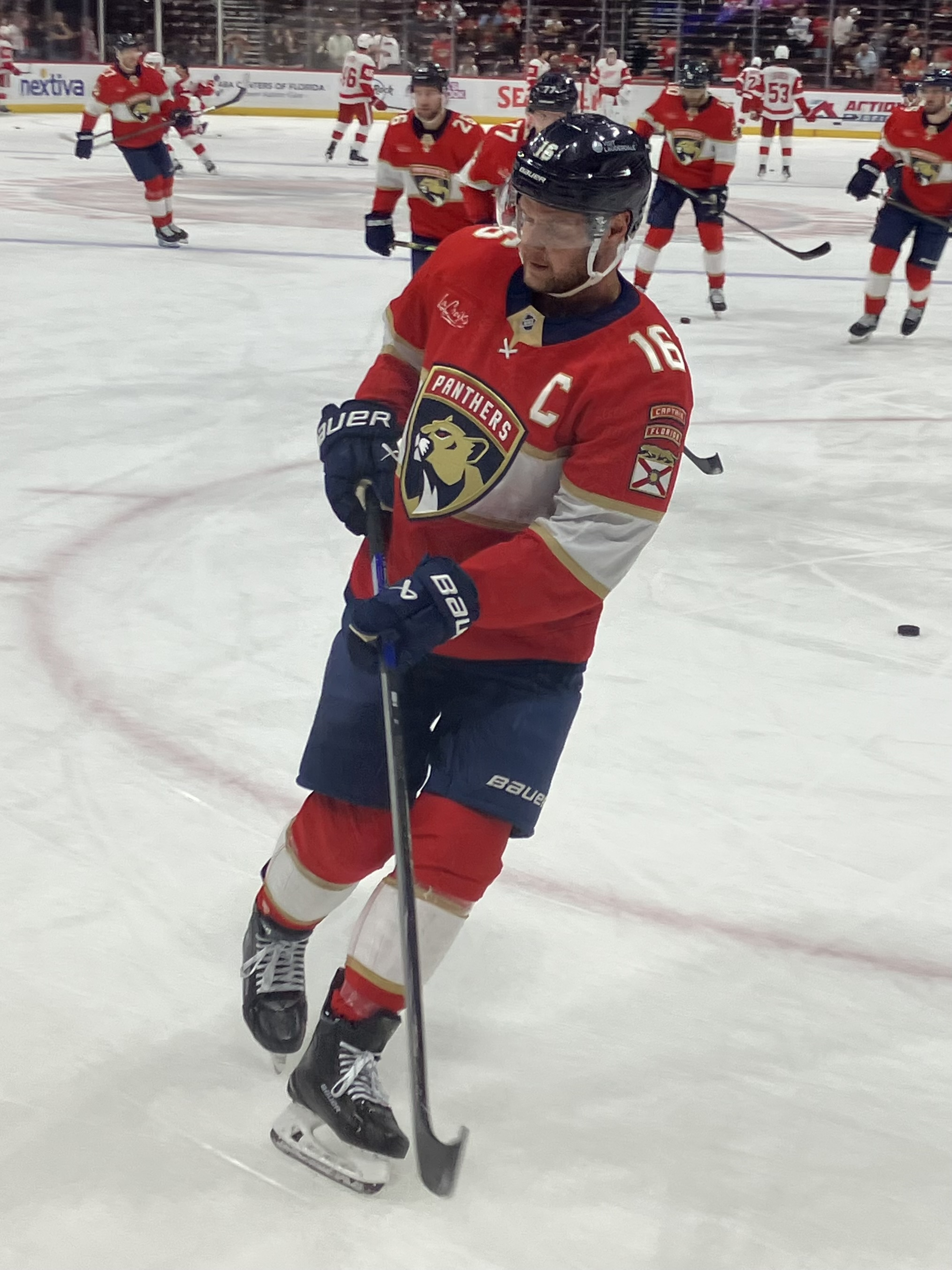
A. Barkov

### Numery zastrzeżone

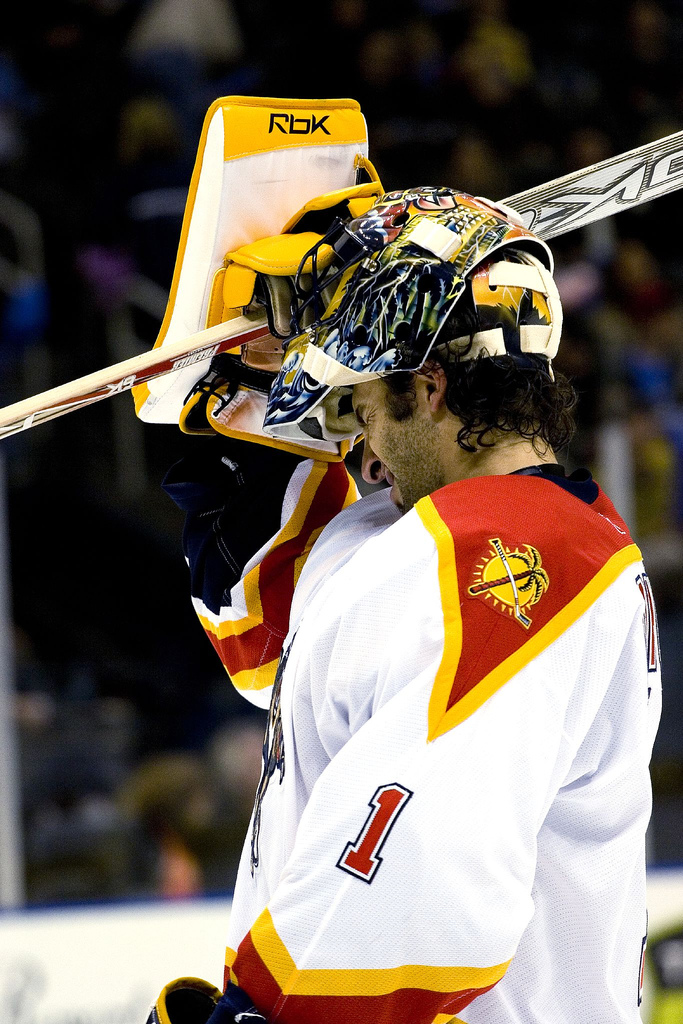
R. Luongo

| Numer | Zawodnik                                       | Pozycja                                        | Kariera                                        | Data zastrzeżenia                    |
| ----- | ---------------------------------------------- | ---------------------------------------------- | ---------------------------------------------- | ------------------------------------ |
| 1     | Roberto Luongo                                 | Bramkarz                                       | 2000–2006 2014–2019                            | 7 marca 2020                         |
| 37    | Wayne Huizenga (były właściciel klubu)         | Wayne Huizenga (były właściciel klubu)         | Wayne Huizenga (były właściciel klubu)         | 19 stycznia 2018                     |
| 93    | Bill Torrey (były prezes i menedżer generalny) | Bill Torrey (były prezes i menedżer generalny) | Bill Torrey (były prezes i menedżer generalny) | 23 października 2010                 |
|       |                                                |                                                |                                                |                                      |
| 99    | Wayne Gretzky                                  | Numer zastrzeżony dla całej ligi NHL           | Numer zastrzeżony dla całej ligi NHL           | Numer zastrzeżony dla całej ligi NHL |

- R. Luongo